# Sagaing (stad)
Sagaing är en stad i Myanmar. Den är huvudstad i Sagaingregionen, i den centrala delen av landet, 240 km norr om huvudstaden Naypyidaw. Sagaing ligger 75 meter över havet och folkmängden uppgår till cirka 80 000 invånare.

## Geografi
Terrängen runt Sagaing är platt, och sluttar söderut. Runt Sagaing är det tätbefolkat, med 683 invånare per kvadratkilometer. Närmaste större samhälle är Mandalay, cirka 15 km nordost om Sagaing. Trakten runt Sagaing består till största delen av jordbruksmark.

## Bildgalleri

Sagaing
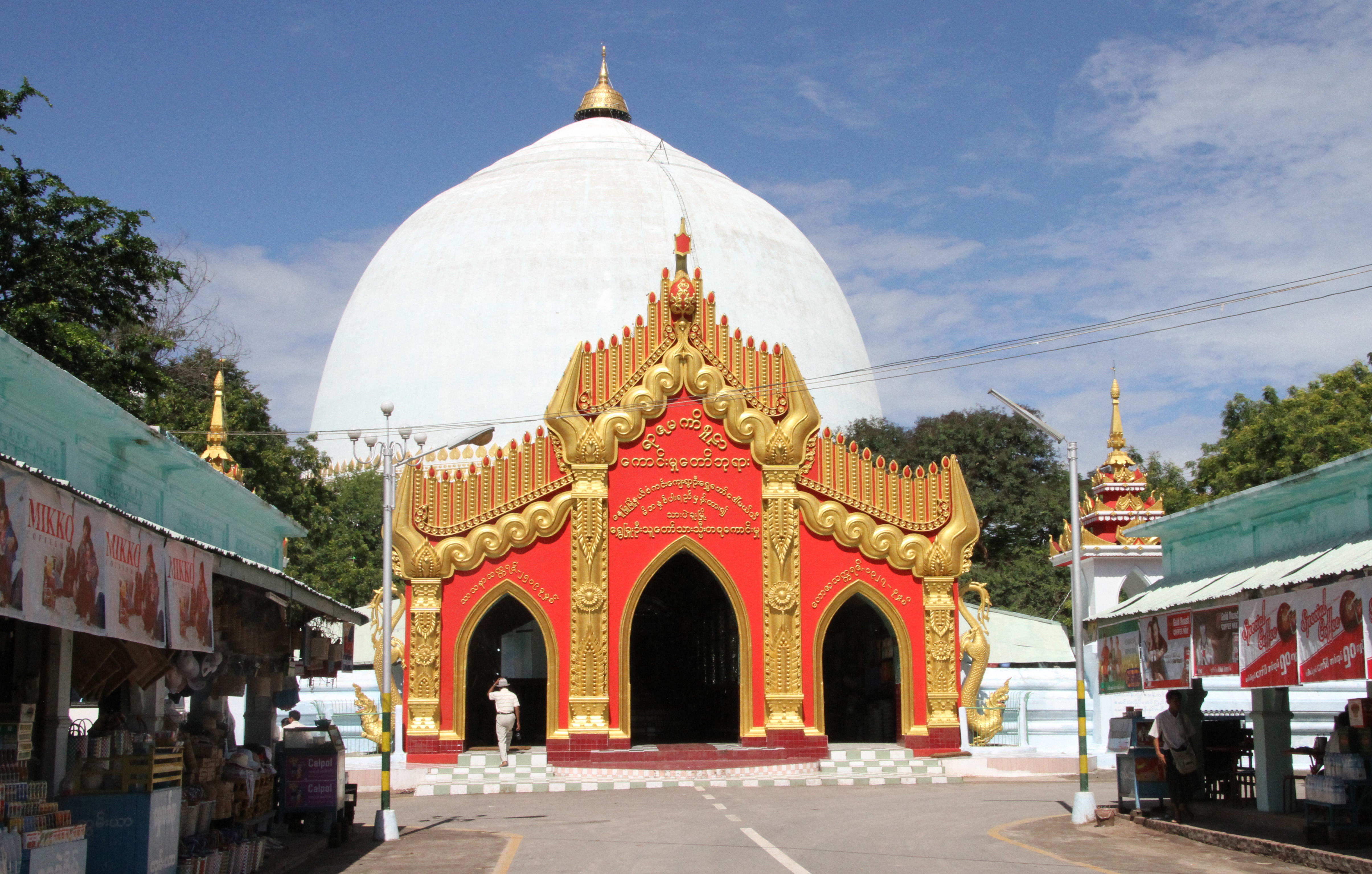
Kaung Hmu Daw
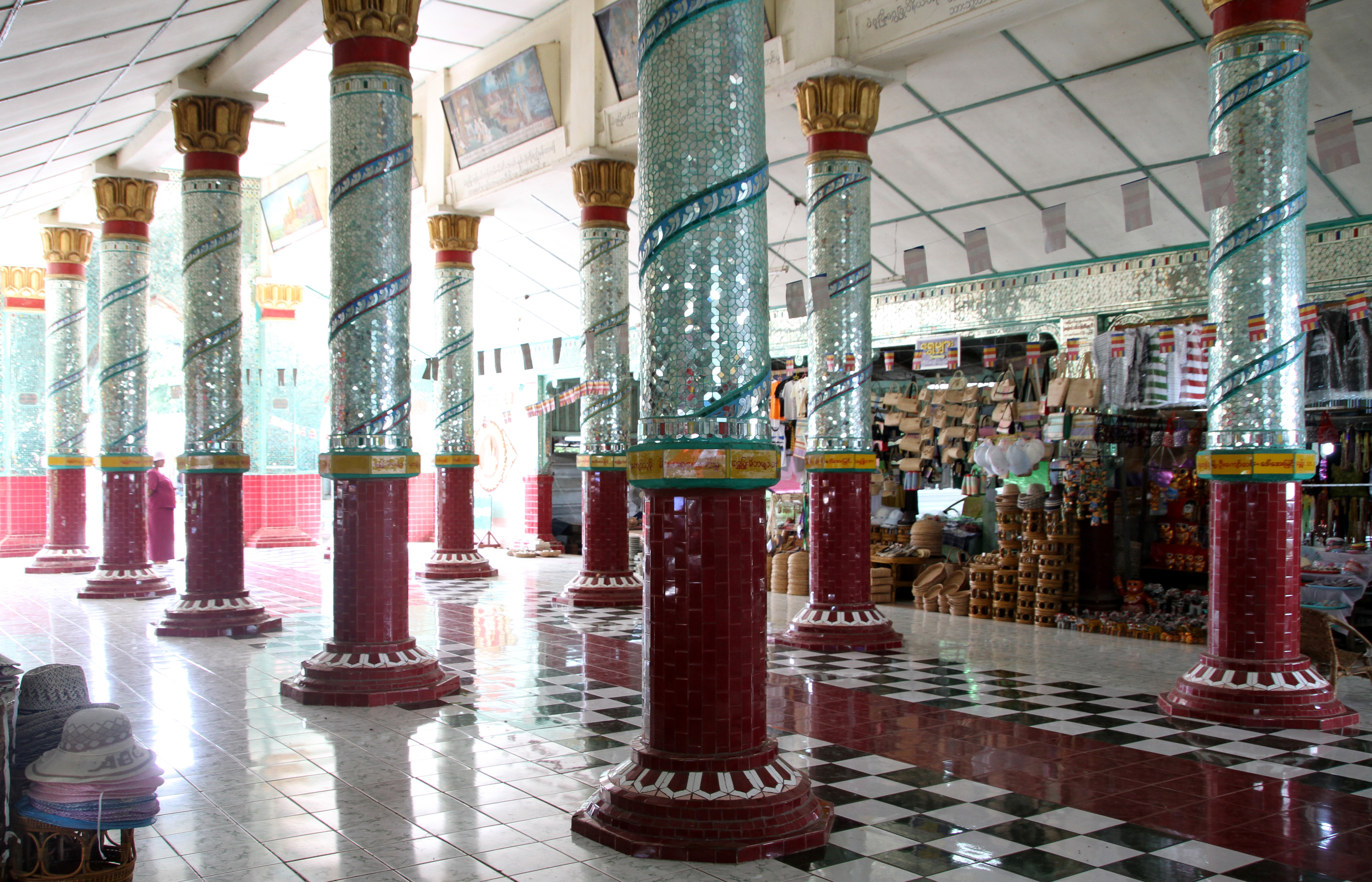
Kaung Hmu Daw
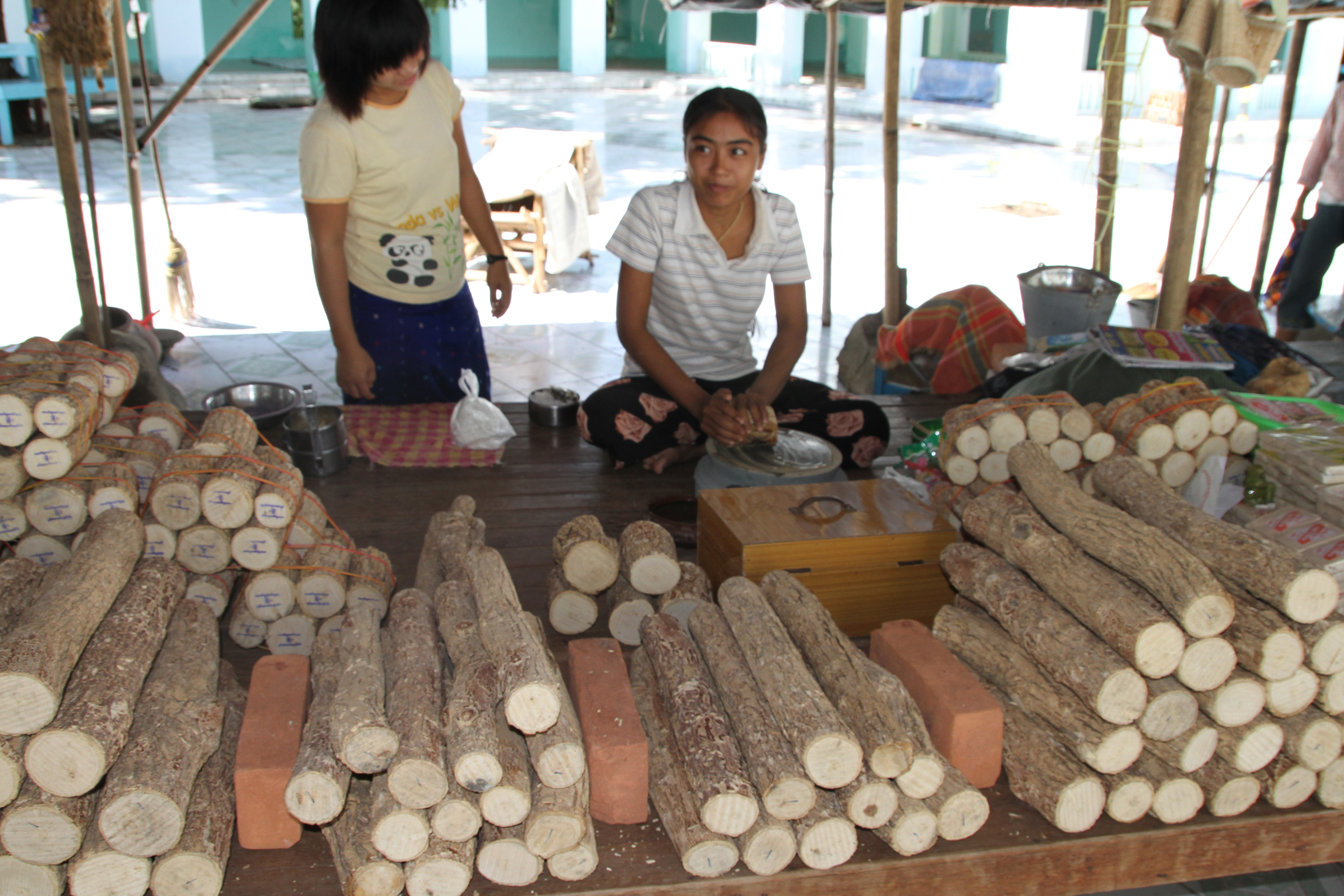
Kaung Hmu Daw
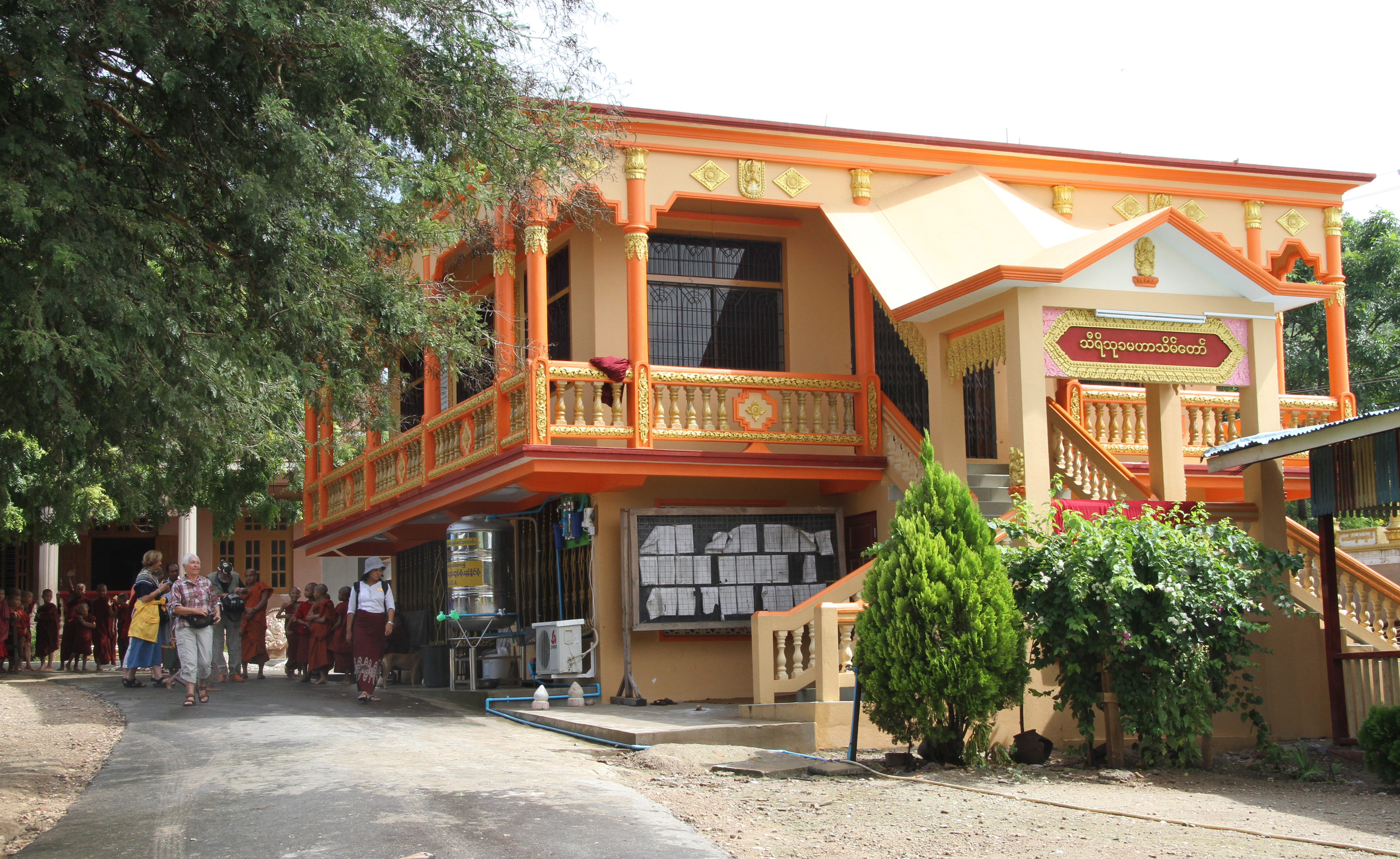
Aung Myae Oo
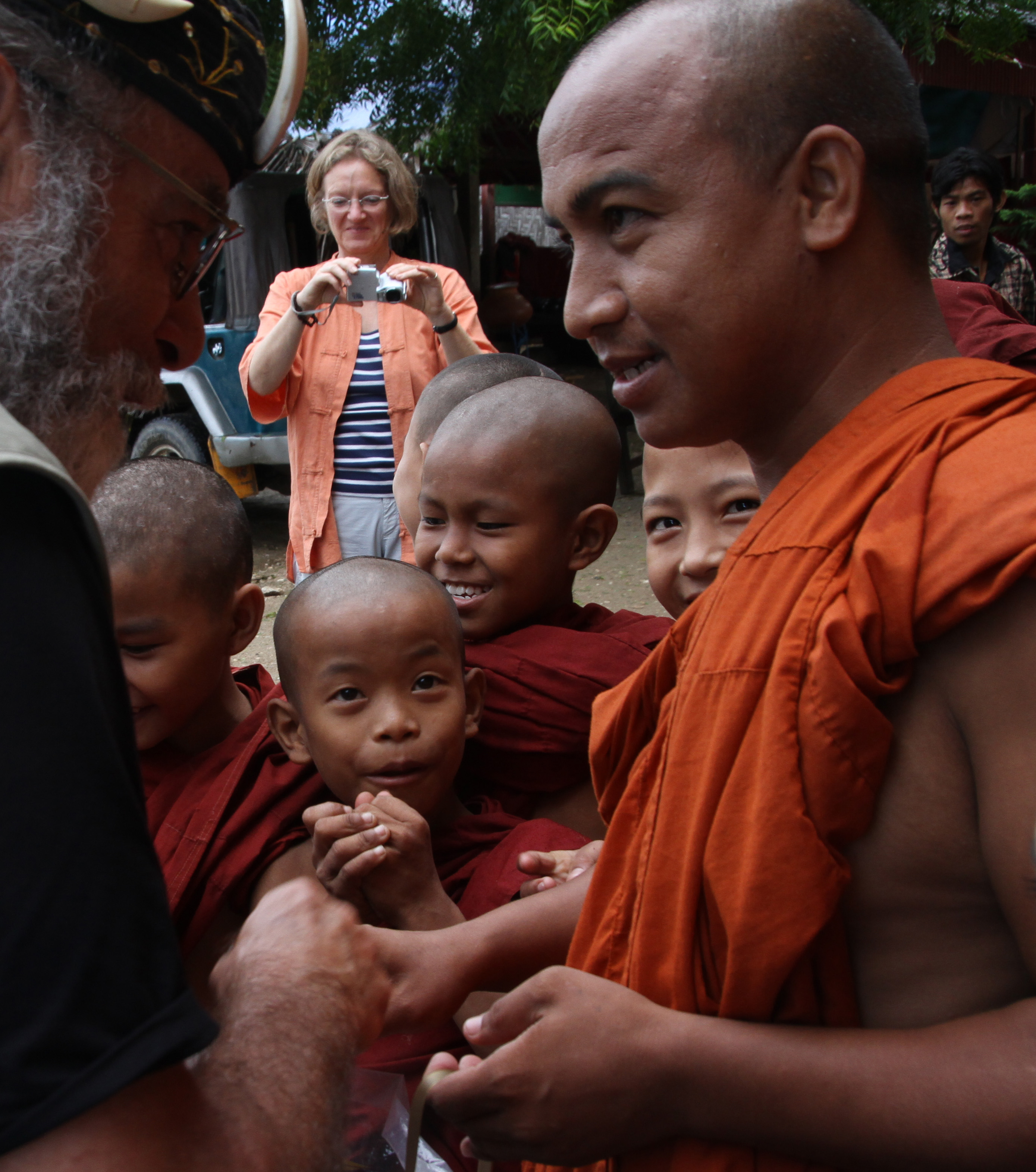
Aung Myae Oo
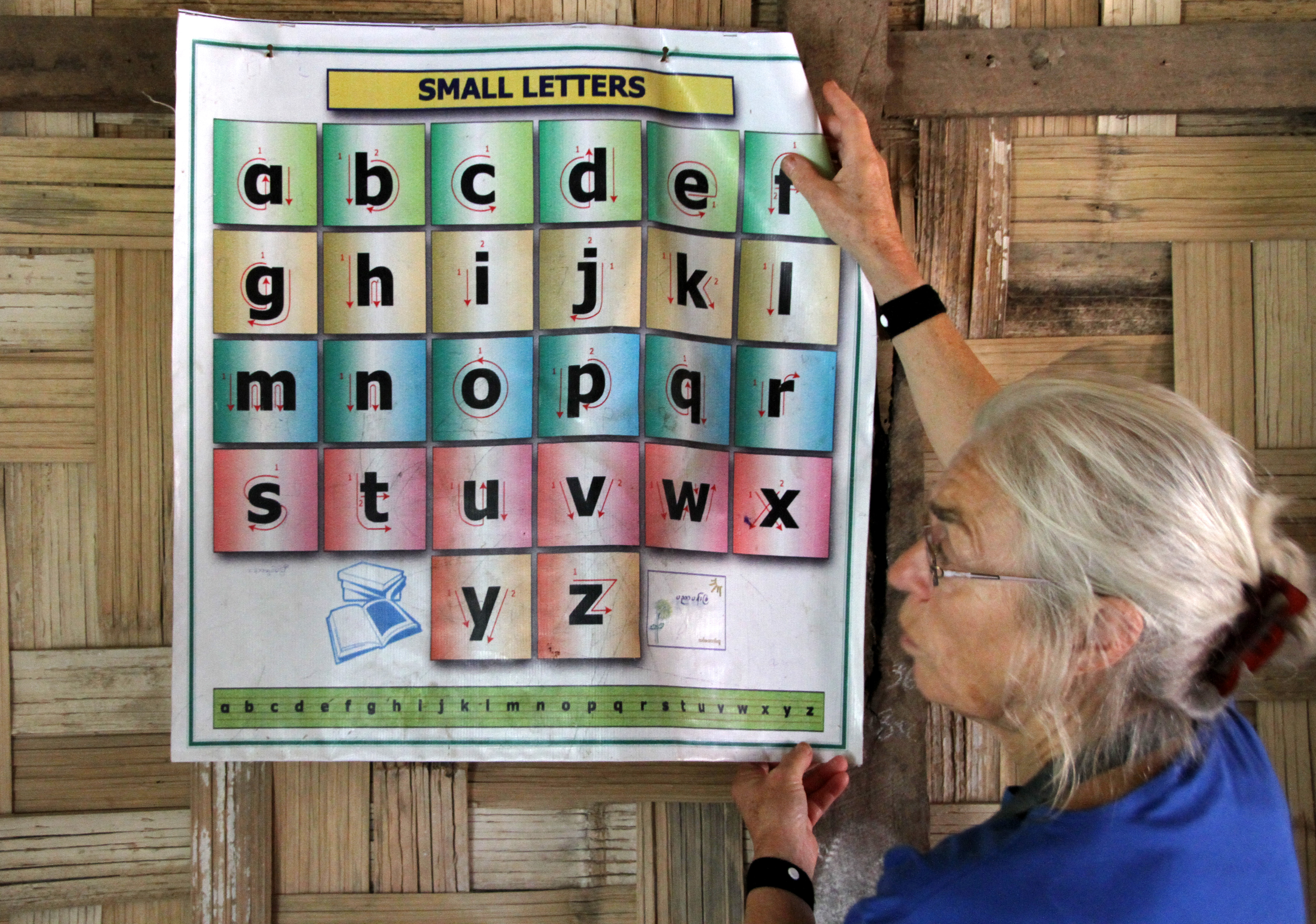
Aung Myae Oo
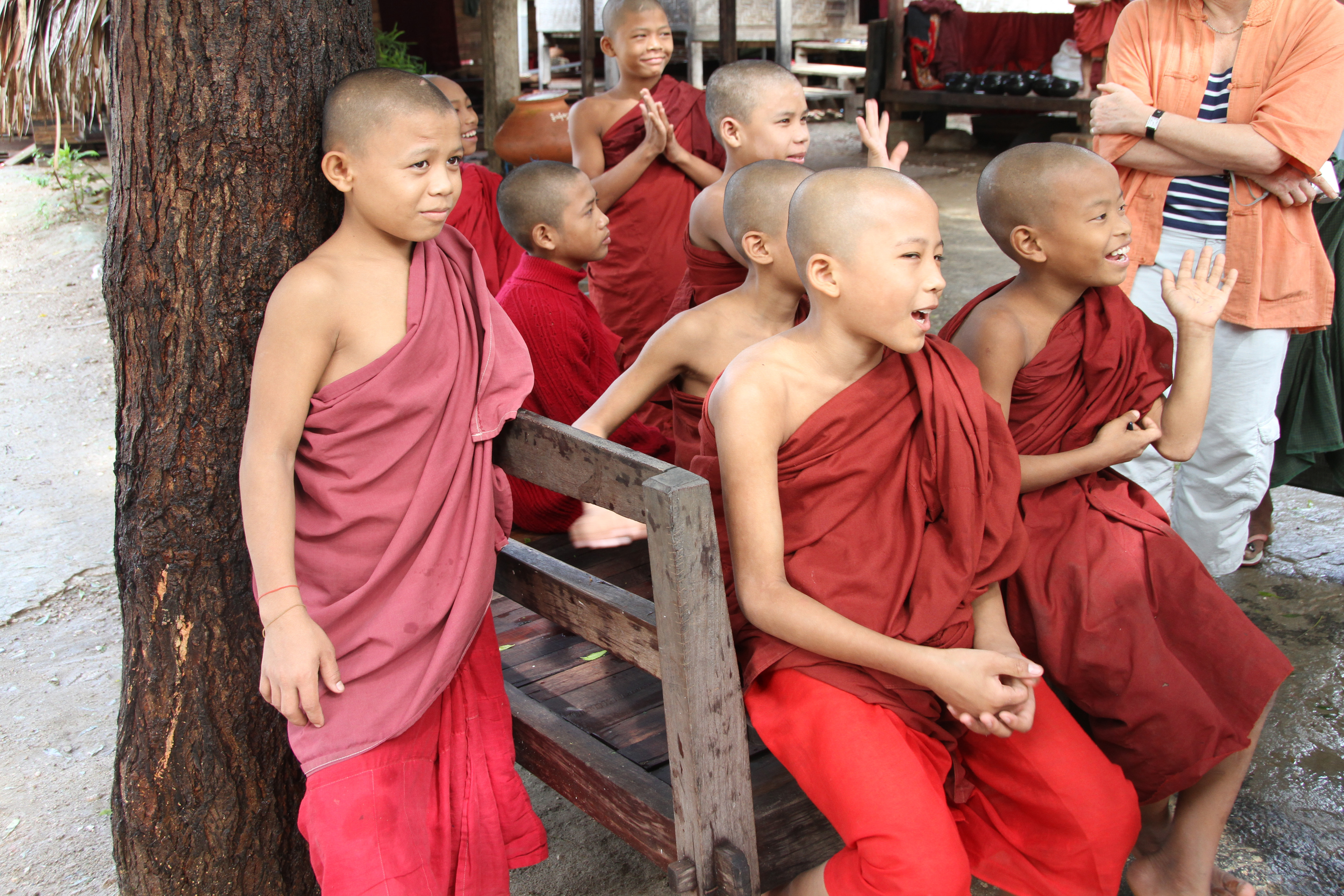
Aung Myae Oo
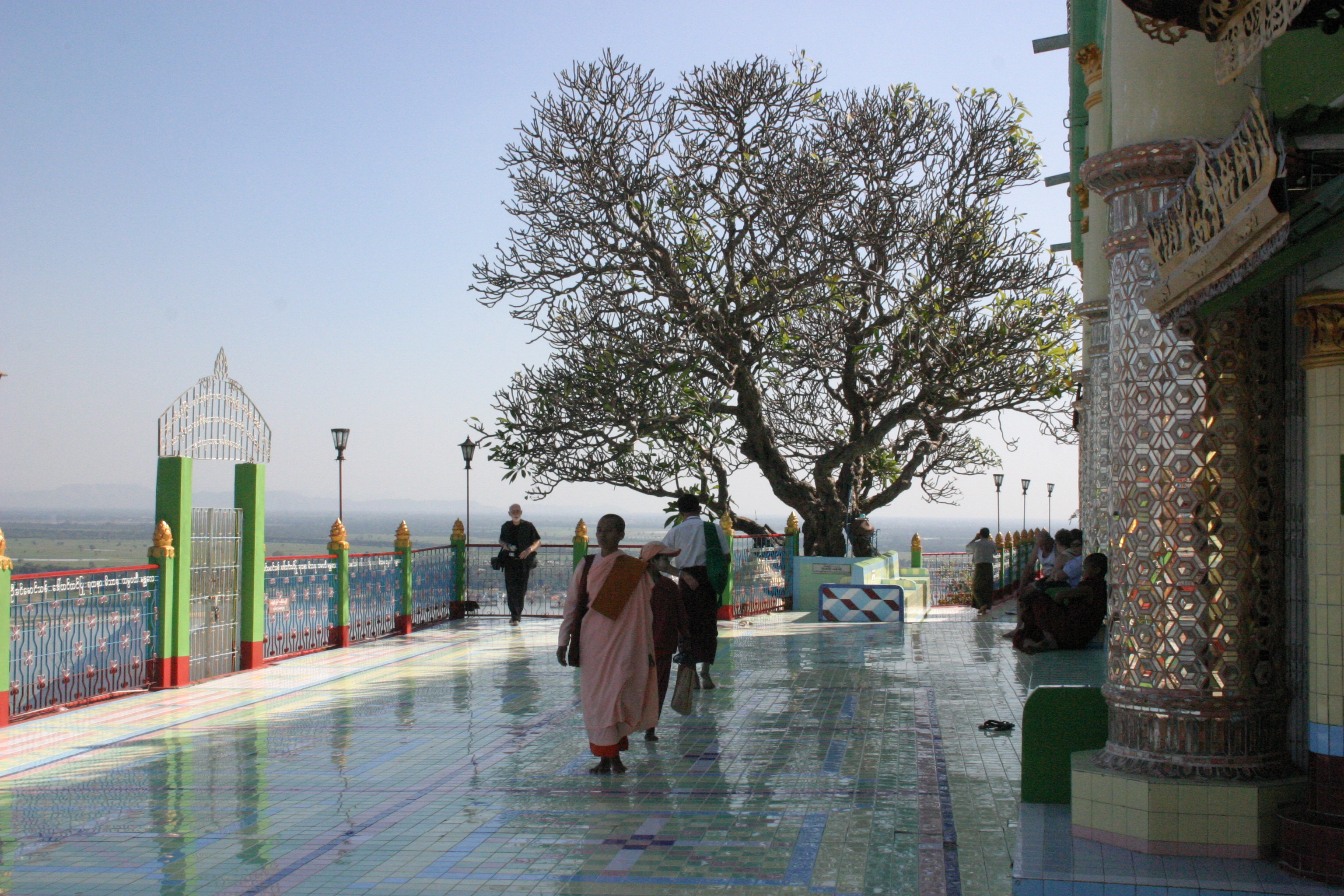
Sun U Ponnya Shin
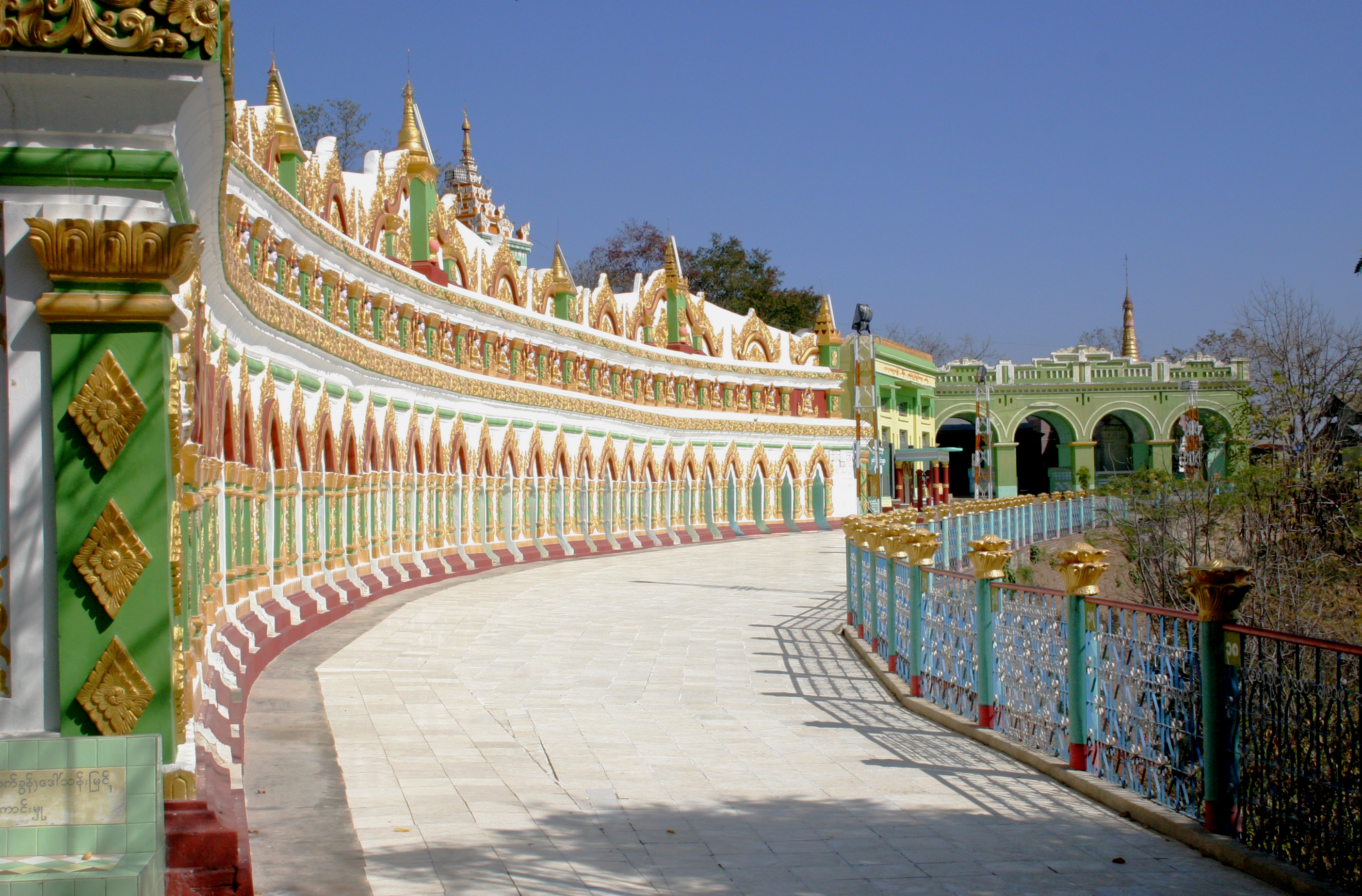
U Min Thonze